# Dhangapur, Aland
Dhangapur là một làng thuộc tehsil Aland, huyện Gulbarga, bang Karnataka, Ấn Độ.